# Archidiecezja Vancouver
Archidiecezja Vancouver – archidiecezja Kościoła rzymskokatolickiego w Kanadzie, a dokładniej w prowincji Kolumbia Brytyjska. Została ustanowiona 14 grudnia 1863 roku jako wikariat apostolski Kolumbii Brytyjskiej. W 1890 został on podniesiony do rangi diecezji pod nazwą diecezja Nowego Westminsteru. W 1908 archidiecezja otrzymała obecny status i nazwę, zaś w 1945 ustalone zostały jej dzisiejsze granice.